# Zbigniew Milewski (poeta)
Zbigniew Milewski (ur. 30 stycznia 1969 w Sosnowcu) – polski poeta, antologista i krytyk literacki.
Jest absolwentem Uniwersytetu Warszawskiego. Mieszka w Warszawie.
Jego wiersze znajdują się w najważniejszych krajowych i zagranicznych antologiach prezentujących współczesną poezję polską z uwzględnieniem poetów debiutujących po 1989 roku m.in.: 
- „Macie swoich poetów. Liryka polska urodzona po 1960 roku. Wypisy” red. Paweł Dunin-Wąsowicz, Jarosław Klejnocki, Krzysztof Varga, Wyd. Lampa i Iskra Boża, Warszawa 1996, ISBN 83-86735-13-9,
- „Parnas bis. Słownik literatury polskiej urodzonej po 1960 roku", (autor obecny we wszystkich wydaniach słownika), red. Paweł Dunin-Wąsowicz, Jarosław Klejnocki, Krzysztof Varga, Wyd. Lampa i Iskra Boża
- „Poezja polska”, antologia tysiąclecia, tom 1 i 2, pod redakcją Aleksandra Nawrockiego, 1998, ISBN 83-86236-71-X
- dwujęzyczna Antologia Poezji Polskiej "I z wieka w wiek", red. Siergiej Głoviuk; wydana w Moskwie pod patronatem Ministra Kultury Federacji Rosyjskiej,
- „Contemporary Writers of Poland 2000-2014", Nowy Jork, 2014

Jest redaktorem antologii „Miasto Nowego Milenium – antologia poezji dzisiejszej Warszawy (debiuty po 1988)" (Wydawnictwo STON 2, Kielce 2001, ISBN 83-7273-049-0). Jego krytyki znajdują się w wielu pismach literackich i internetowych.
Jest laureatem wielu nagród literackich, między innymi: XX edycji Ogólnopolskiego Konkursu Poetyckiego „O liść konwalii” im. Zbigniewa Herberta, XXXIII edycji OKP im. H. Poświatowskiej w Częstochowie (2010), II nagroda 23 edycji Ogólnopolskiego Turnieju Poetyckiego "Autoportret Jesienny" Krotoszyn 2014.
Za całokształt twórczości otrzymał m.in. Nagrodę Literacką im. Juliusza Słowackiego (2014), Złote Pióro - Nagrodę XVI Światowego Dnia Poezji UNESCO i Srebrny Medal Labor Omnia Vincit za osiągnięcia twórcze i krytyczne od Towarzystwa im. Hipolita Cegielskiego w Poznaniu 2022. Otrzymał ponadto odznakę honorową „Zasłużony dla Kultury Polskiej” oraz Medal Zasłużony Kulturze Gloria Artis. Członek i działacz Związku Literatów Polskich.

## Twórczość
W dorobku publikacyjnym Z. Milewskiego znajdują się m.in.:
- Biedronka nad Biedronkami, Wydawnictwo Spadam z nieba, Warszawa 1990, ISBN 83-85115-00-6
- Jednego mniej, Staromiejski Dom Kultury Warszawa 1992
- Zły Erotyk, Duo Print Warszawa 1997
- Fajerwerki, Wyd. Staromiejski Dom Kultury, Warszawa 2005, ISBN 83-89492-11-3
- Kiedy bogowie mają weekend, Wyd. Astra, Łódź 2008, ISBN 978-83-89727-47-3
- Złote i czerwone, wydanie dwujęzyczne polsko - chińskie, Wyd. Astra, Łódź 2008, ISBN 978-83-89727-78-7
- Zagrabki, Wyd. IBiS, Warszawa 2010 ISBN 978-83-73-58-115-9
- Poemat bez pamięci, Wyd. Astra Łódź 2015 ISBN 978-83-63158-41-5
- W tle tli się miasto, Wyd. IBiS, Warszawa 2016 ISBN 978-83-7358-171-5
- Co zmarszczył czas, wybór, wydanie dwujęzyczne polsko- angielskie, Wyd. Astra , Łódź 2019, ISBN 978-83-63158-78-1
- Konstelacje,   wydanie dwujęzyczne polsko- angielskie, Wyd. Fundacja Literacka "Jak podanie ręki", Poznań 2023, ISBN 978-83-67860-09-3